# Диего-и-Морено, Франсиско Гарсия
Франсиско Гарсия Диего-и-Морено (исп. Francisco García Diego y Moreno; 17 сентября 1785, Лагос, Мексиканская Республика — 30 апреля 1846, Санта-Барбара, Соединённые Мексиканские Штаты) —  прелат Римско-католической церкви, член Ордена Братьев Меньших (O.F.M.), миссионер, 1-й епископ Обеих Калифорний.

## Биография
Франсиско Гарсия Диего-и-Морено родился в городе Лагос, ныне в штате Халиско, 17 сентября 1785 года. В 1801 году, во время обучения в миссионерском колледже Гваделупе де Сакатекас, он принял монашество в Ордене братьев меньших, или францисканцев. 14 ноября 1808 года в Монтерее его рукоположили в сан священника. В течение двадцати последующих лет трудился на многочисленных миссиях на территории Мексики. Написал методическое пособие для миссионеров «Способ миссионерства» (исп. Metodo de Misionar). С 1816 по 1819 год служил наставником новициев. В 1822 году он был назначен директором, а в феврале 1832 года — настоятелем миссионерского колледжа.
В апреле 1832 года правительство Мексиканской республики приняло решение изгнать всех монахов Испанского королевства из Верхней Калифорнии. Оно обратилось с просьбой к руководству францисканцев в Мексике отправить из миссионерского колледжа одиннадцать местных францисканцев в Калифорнию. Франсиского Гарсия Диего-и-Морено возглавил эту группу. В сентябре 1832 года они остановились Кабо-Сан-Лукас, а в феврале 1833 года прибыли в Монтерей и возглавили миссию Сан-Антонио в Сонома. 6 марта того же года Франсиско Гарсия Диего-и-Морено начал миссионерскую работу в Санта-Кларе.
В конце 1835 года он прибыл в Мехико с тем, чтобы просить правительство о назначении епископа в Калифорнию. 19 сентября 1836 года правительство Мексиканской республики обратилось к Святому Престолу с просьбой учредить в Калифорнии епархию. Из трёх кандидатов, 6 апреля 1840 года правительство остановило свой выбор на Франсиско Гарсие Диего-и-Морено.
27 апреля того же года папа Григорий XVI вывел территорию Калифорнии из-под юрисдикции епископа Соноры, и номинировал Франсиско Гарсие Диего-и-Морено в первые епископы Верхней и Нижней Калифорнии с пребыванием кафедры в Сан-Диего-де-Алькала. Он был хиротонисан в церкви францисканцев в Гуадалупе 4 октября 1840 года, и 11 декабря 1841 года прибыл на кафедру в Сан-Диего. 11 января 1842 года епископ перенёс своё местопребывание в Санта-Барбару. 
Правительство платило ему заработную плату и поручило управление Калифорнийским благочестивым фондом. Но в феврале 1842 года президент конфисковал фонд. Тем не менее, епископ основал первую семинарию на побережье Тихого океана в Санта-Инес, недалеко от Санта-Барбары. Он также стал первым иерархом, посетившим все церкви в своём диоцезе. Епископ Франсиско Гарсия Диего-и-Морено умер 30 апреля 1846 года и был похоронен на территории старой миссии в Санта-Барбаре.